# بوهم ۳۷۱
سیارک ۳۷۱ (به انگلیسی: 371 Bohemia، نامگذاری:1893AD) سیصد و هفتاد و یکمین سیارک کشف شده‌است که در ۱۶ ژوئیه ۱۸۹۳ و در نیس کشف شد.
قدر مطلق سیارک برابر ۸٫۷۲ است.